# 美容少年★セレブリティ
『美容少年★セレブリティ』（びようしょうねん セレブリティ）は、テレビ東京系列ほかで、2007年10月2日から12月25日まで、毎週火曜日の17:30-18:00（JST）に放送されていたテレビドラマである。全13話。字幕放送（一部地域を除く）・ハイビジョン制作。

## 概要
月曜日のドラマと入れ替わる形で火曜日に戻ることになったマーベラスエンターテイメント製作のドラマが本作である。『ハッピィ★ボーイズ』を手がけたスタッフが複数参加している。
3人のイケメン美容師を中心にドラマが展開され、本作のテーマにもなっている「女性をいかに美しく変身させるか」を、個性的な女性客たちの欲求に対し華麗なテクニックを駆使して応えていく過程を通して描かれている。レギュラー出演者には、今作がドラマ初主演となる真山明大をはじめ、ジュノン・スーパーボーイ・コンテスト出身者が多くキャスティングされている。またドラマは2話（Beauty11〜13のみ3話）完結で、舞台となる『セレブリティ』店内のみでストーリーが展開されることもあり、ゲスト出演者が演じる女性客から語られること以上の来店前の経緯や美しくなってからのその後については詳しく描かれず、視聴者の想像に委ねる形となっている。

## あらすじ
「一生に一度だけでも、誰よりも美しくなりたい」と願う女性たちの願いを叶えてくれる、完全予約制のスーパーサロン『セレブリティ』。そこには一生に一度しか来ることのできない秘密の美容サロンである。
そこで働く、美の達人=“ビューティーコンシェルジュ”と呼ばれる、イケメン美容師たちをはじめとした「ビューティ★ボーイズ」がお互いを刺激し合い、美の悩みを持つ女性客と向き合い「本当の美とは何か」を追求しながら、日々成長していく。

## 登場人物・キャスト

### 主要登場人物
景（けい）
演 - 真山明大
『セレブリティ』のビューティーコンシェルジュ。18歳。北海道の牧場で育った寡黙な少年で、眠らない羊がいなかったというシャンプーと、客の肩こりをほぐすマッサージの腕前を持つ。目を閉じたままでカットする「心眼切り」と、女性客の涙をシャンプーに混ぜて髪を洗う「眠り羊」が得意技。生まれ育った牧場と厳格だった亡き父親の写真を入れたロケットペンダントをいつも身につけている。初めは他の二人と比べて、なかなか担当につけなかったことから『セレブリティ』を辞めることも考えていたが、さまざまな女性客と接する中で、次第に涼や豪にも認められていく。デイヴィットとの対決に敗れても最後まで諦めず、まだ勝負は終わっていないと涼や豪に呼びかけ、デイヴィットに再対決を申し込んだ。「ビューティ★ボーイズ」解散後はハリウッドに渡っている。
涼（りょう）
演 - 中河内雅貴
『セレブリティ』のビューティーコンシェルジュ。18歳。クラシック好きのお坊ちゃまで高級志向。計算高いところがあり、ソフトな人当たりで言葉巧みに客を魅了するが、かえって客を怒らせてしまうこともしばしば。幼少から英才教育を受けてきた美の知識を生かした「カッティングエテュード」が得意技。しかし策士策に溺れる傾向が強く、完璧だと自負する美の方程式が通用しないこともある。その一方で「ビューティー★ボーイズ」の人間関係を冷静に見ており、塁に白いアスターの花を贈ったらどうかと潤にアドバイスしている。愛美の来店前に美乃の指名でハリウッドに出張していたが、現地でデイヴィットとの勝負に敗れ、憔悴しきった姿で帰国（帰国前、唯一メールアドレスの知っている景にメールを送信している）。自信を失い『セレブリティ』を辞める決意をしたが、景たちの説得で再び一つになり、デイヴィットと対戦することを決意。「ビューティ★ボーイズ」解散後はスペインに渡り、現地でフラメンコを習い始めている。
豪（ごう）
演 - 小谷嘉一
『セレブリティ』のビューティーコンシェルジュ。18歳。生まれは貧しいながらも、12歳の時からニューヨークやパリを渡り歩き、ハングリー精神で数々の栄冠を勝ち取ってきた。ロック好きでお調子者なところがあるが、何かにつけて大口を叩いては、他の「ビューティ★ボーイズ」とたびたび衝突している（特に涼と塁とは犬猿の仲）。「俺がトム（他にはペネロペ）を切った時は…」が口癖。サブがドライヤーの風で下から吹き上げた髪を二刀流のハサミで目にも止まらぬ速さで華麗にカットする「ローリング・サンダー」が得意技。それ以外にも、サブがドライヤーの風で髪を吹き上げながら霧吹きの水をミスト状にして飛ばし、ローリング・サンダー同様に豪が二刀流のハサミでカットする「スプラッシュ・ハリケーン」や強風で煽られた髪を鋭いハサミさばきでカットする「ダイナマイト・フラッシュ」の技を駆使する。携帯のアドレス帳には母親の電話番号を「かあちゃん」で登録している。亜湖の担当となった際、一度はクビとなるが、西郷山から与えられた「時間内に亜湖と小百合の母娘二人分のヘアカットを行う」というペナルティをクリアし、撤回された。またデイヴィットとの対戦では、彼の華麗なテクニックに戦意を喪失し、涼同様『セレブリティ』を辞めようと考えるが、景たちの説得で再び一つとなり、デイヴィットと対戦することを決意。「ビューティ★ボーイズ」解散後は北京に渡った。
塁（るい）
演 - 松本寛也
『セレブリティ』のメイクアップアーティスト兼ダンサー。22歳。女性客をひと目見て、自分に聴こえてくる“音楽”を感じ取り、独自の感性でメイクする。普段から英語交じりの口調で話す。かなりのナルシストであるが、弟の潤に対しては超過保護で、過剰なスキンシップで溺愛している。しかし愛美を迎えた時、何でもかんでも決め付けて、自分だけしか見えていないと潤に責められるが、自分の意見も言えずに、勝手に自分の殻に閉じこもって、甘ったれるのもいい加減にしろと逆に潤にぶつけ、今まで分かり合えていなかった兄弟の心を通じ合わせた。「ビューティ★ボーイズ」解散後はアルジェリアに渡った。
潤（じゅん）
演 - 加藤将太
『セレブリティ』のネイルアーティスト。15歳。美術に対する造詣が深く、女性客のネイルを真っ白なキャンバスに見立てて美を追求する。穏やかな物腰が女性客にとっては癒しとなっている。塁からの過剰な愛情からは密かに自立し兄離れをしたいと考えていた中で来店した愛美の自己中心的な態度に兄の姿を重ねる。いつも言いなりになって、自分の意見を持っていない幼なじみの元彼とそっくりだと愛美に言われたことで抑えてきた感情が爆発。愛美の爪をすべて真っ黒に塗り「わかってないのはそっちだ!」と告げ、ロッカールームに閉じこもってしまう。だが、塁と互いの気持ちをぶつけ合ったことで自分が塁にずっと甘えていたことを知り、兄弟の心を通じ合わせることができた。その後愛美にも非礼を詫び、再度ネイルを施した。「ビューティ★ボーイズ」解散後はナイジェリアに渡ったが、塁のいるアルジェリアにも出向いている（塁に呼ばれたか、潤自身の意思かについては本編では描かれていないため不明）。
近藤（こんどう）
演 - 菅原永二
『セレブリティ』のスタイリスト。29歳。おねえキャラで、女性に厳しくも的を射たアドバイスをする。「ビューティ★ボーイズ」にとっては母親的存在で「こんちゃん」と呼ばれている。最近目じりにできた皺の数が増えたのが悩みの種。静乃の心の寂しさを一番理解し、本当の笑顔を取り戻させるために、景のハサミを隠した罪を自ら名乗り出て（あくまでも静乃を庇った訳ではない）、静乃を帰さないよう西郷山に願い出る。そして重箱を包んでいた古い風呂敷を後染めしてスカーフにリメイクし、静乃に贈った。「ビューティ★ボーイズ」解散後はドミニカ共和国に渡り、現地で歓迎を受けた。
西郷山龍彦（さいごうやま たつひこ）
演 - 小木茂光
『セレブリティ』の店長。40歳。伝説のビューティーコンシェルジュで、ビューティーコンシェルジュの担当決定権を持つ。挙動不審で、何を考えているのか分からないところが多いが、時には厳しく、時には温かく「ビューティ★ボーイズ」と接しながら、彼らの成長を見守っている。近藤だけは「西郷どん」と呼んでいる。
美乃達人（よしの たつひと）
声 - 清川元夢
『セレブリティ』のオーナー。世界中を放浪の旅で回っており、現地から留守番電話で迎える女性客を西郷山に伝える。ピカソ風に描かれた肖像画が店長室に飾られている。しかし「ビューティ★ボーイズ」の解散を西郷山に告げ、デイヴィットと対戦させることで「ビューティ★ボーイズ」に最後の試練を与えた。同時に、それを乗り越えた「ビューティ★ボーイズ」を次のステップに進ませるために解散させ、それぞれ世界中に旅立たせた。

### ゲストキャスト

#### Beauty1・2「美を妨げる最大の敵は自分自身」
担当 - 景　サブ - 涼
豪の担当客
演 - 上原優(Beauty1のみ)
冒頭で、豪がヘアカットを施し、美しくしていた。
仲田里美（なかた さとみ）
演 - 悠城早矢
20歳の女子大生。翌日行われる同窓会で親友だった小枝子を見返すべく、彼女と同じ髪型・メイク・洋服にすることをオーダー。それを無視した景に心眼切りでショートヘアにされ、怒って『セレブリティ』を飛び出してしまうが、翌日再びやってくる。しかし容姿にコンプレックスを抱いていた里美にとって、小枝子は本当は大切な親友で、彼女に対抗意識を持ったのは高校時代に初めて出来た彼氏を小枝子に取られた過去があったからだった。そして景が切ったのは美を拒み、自信を失い、友達も愛せないでいる里美自身の心だと知り、やがて小枝子への素直な気持ちを受け入れる。その後、景が行った肩のマッサージと眠り羊で本当の自分を取り戻した。
西垣小枝子（にしがき さえこ）
演 - 中村このみ
里美の親友で誰からも好かれる人気者（里美のカメラ付き携帯の画像のみ登場）。

#### Beauty3・4「大切なものは本当の自分が輝けるもの」
担当 - 涼　サブ - 豪
高村直子（たかむら なおこ）
演 - 益子梨恵
28歳のOL。来店当日に行われるお見合いパーティーで高収入の医者や弁護士を結婚相手に見つけて、玉の輿に乗ることを望んでいた。
涼がそのオーダーに応え、カッティングエテュードでお嬢様風のウェーブヘアにしたが、自分が任される予定だった新企画のプロジェクトチームに選ばれた女性の髪型と似ていたため、それをグシャグシャにしてやり直しを要求。本当はプライベートの時間を割いてまで没頭するほど仕事が好きだったが、彼女がメンバーに選ばれたせいで自分がチームから外されたため、仕事を捨てて結婚することを考えたのだ。そして涼の言葉で、好きな仕事ができることの素晴らしさと結婚することで大切なものを捨てようとしていることに気づく。その後、再度行われた涼のカッティングエテュードで「できる女」に見えるショートボブに変身（ただしヘアカラーは直子のリクエストで、プロジェクトに選ばれた女性の髪と同じ色に変えた）。キレイになった後、お見合いパーティーには参加すると言い残し店を後にした。

#### Beauty5・6「仮面の上からは、決して"美"は施せない」
担当 - 豪→涼→豪　サブ - 景
堀部亜湖（ほりべ あこ）
演 - 三浦萌（当時9nine）
小百合の娘。大勢の友達を集めて、超一流レストランで誕生パーティーを開く為に来店。だが亜湖の我がままや度重なる嘘のセレブ発言に腹を立てて、乱暴なカッティングをした豪がその場でクビを宣告された為、涼が担当を引き継ぐはめに。しかし実際は金持ちではなく、ごく普通の生活をしていた少女。さらに誕生パーティーに来るのは小百合の再婚相手となる有名デザイナー1人だけで、その再婚相手は汚い子供が嫌いなこともあり、母親が幸せになることを考え、いい子になってキレイになろうと無理をしていた。そのことで、みんなから「嘘つき」呼ばわりされても、真実を言えば余計に離れていくのを恐れ、悪いことだと知りつつ、あえて嘘を塗り重ねていたのだ。豪の後押しもあり、小百合からプレゼントされた白いハートのバレッタを付けて、ありのままの自分で誕生日パーティーに行きたいという思いを小百合に伝え和解した。その後、西郷山からクビ撤回のペナルティを受け、担当に戻った豪がローリングサンダーで母娘同時に髪のカッティングを施した（亜湖のヘアスタイルは彼女の描いたイメージ画どおりにスタイリングされた）。最後は豪に感謝の言葉を残して店を後にする。
堀部小百合（ほりべ さゆり）
演 - 中村綾
招待状を受け取った娘の亜湖と共に来店。
自分が再婚することで亜湖を女手一つで育ててきた苦労が報われ、母娘が幸せになれるのだと信じ、娘の気持ちに気付かないフリをしていた。だが豪によって、亜湖が本当に欲しかったものを知り和解する。その後、豪がローリングサンダーで母娘同時に髪のカッティングを施し、最後は豪があえて一束だけ切り残した亜湖の髪を自らの手でカットした。

#### Beauty7・8「通じ合う心にこそ、美は宿る」
担当 - 豪　サブ - 景
（涼はハリウッド出張の為不在）
森崎愛美（もりさき よしみ）
演 - 西山繭子
28歳。気分を変えたいので、思い切ってバッサリ切ってほしいとオーダー。多少のぶつかり合いはあったものの、ビューティーカウンセリングの段階から豪とは意気投合。
自分が面倒を見ていないと何もできないのに、そのありがたさが全然分かっていないので、自分から幼なじみの彼を振ったとうそぶくが、実際は逆に彼の方から振られている。彼との別れ際に白いアスターの花を贈られたため、潤が持ってきたアスターのアレンジメントを見て彼を思い出してしまい、それを払いのけてしまう。その直後、謝ろうとする潤の代わりに謝罪する塁に同調した上、花嫌いと彼を振ったことの矛盾を潤に突かれてムキになり、一人だと何もできない元彼とそっくりだと潤を責めるが、爪を真っ黒に塗られてしまう。しかし塁と潤の兄弟げんかを通して、彼の気持ちが何も分からないまま、結局自分しか見えていなかったことに気づく。そして、白いアスターの花で“信じる気持ち”の花言葉をメッセージに託した彼と会って、まっすぐ気持ちをぶつけ合ってくると店を後にした。

#### Beauty9・10「本物の美とは、心が笑顔になることで生まれてくるもの」
担当 - 景　サブ - 豪
（涼はハリウッド出張の為不在）
槇村静乃（まきむら しずの）
演 - 森康子
地味で暗い印象を持つ老女。最愛の夫に先立たれ、同居している息子夫婦や孫たちには構ってもらえないでいるため、家族間のコミュニケーションが疎遠になっていた。そのため、いつしか本当の笑顔を忘れてしまい、今さらキレイにならなくてもいいとすら思っていた。だが『セレブリティ』から自分宛に招待状が届いたことで「自分がちゃんとここにいるんだ」という存在意義を感じ、その嬉しかった気持ちから、来店時には自ら作ったいなり寿司や巻き寿司、ぶり大根などを重箱に詰めて持参し、「ビューティー★ボーイズ」に振る舞った。その時、久しぶりに笑顔を見せるが、「ビューティー★ボーイズ」の笑顔を見て、このまま『セレブリティ』にいたくなったことから、潤が出したお茶の湯のみを割ったり、景のハサミを隠したりして、時間の引き延ばしを図ったが、西郷山からひとまず退店することを促される。その後、湯のみとハサミの件を詫び、これ以上迷惑をかけられないと店を後にしようとするが、自分を庇った近藤のひたむきな呼びかけに応え、改めて笑顔をくれませんかとお願いする。髪型以外は来店時とほとんど変わりないものの、「ビューティー★ボーイズ」全員の笑顔が静乃の心に最高の美を施し、最高の笑顔を取り戻させた。

#### Beauty11〜13「美とは勝ち負けではなく、大切な誰かに愛を持って接する心」
鈴川みどり担当 - ビューティ★ボーイズ全員→丸山デイヴィット駿
鈴川あおい担当 - 丸山デイヴィット駿→ビューティ★ボーイズ全員
鈴川みどり（すずかわ - ）
演 - 佐藤杏子
あおいの双子の姉。成績優秀でボーイッシュな性格だが、無愛想。
鈴川あおい（すずかわ - ）
演 - 佐藤葉子
みどりの双子の妹。女の子らしく笑顔を振りまき、愛想がいい。
10年前に両親が離婚し、一緒に暮らしていた母親が一ヶ月前に死別したため、父親と一緒に暮らすことになり、『セレブリティ』への来店後、10年ぶりに再会することになっている。小さい時は仲の良かった姉妹だったが、次第に比べられることが多くなり、互いにいがみ合うようになってしまった。みどりは父親に可愛がられてばかりいるあおいを羨ましく思って勉強に励み、逆にあおいは勉強のできることを褒められるみどりが羨ましく思い、いつもニコニコでいるようになった。デイヴィットとの再対決で勝負を捨てた「ビューティ★ボーイズ」があえて姉妹を同じスタイルにし、美は勝ち負けではないことを気づかせた。なお父親からプレゼントされた指輪は、二人ともそれぞれ大切に持っている。
丸山デイヴィット駿（まるやま - しゅん）
演 - Ryo（AGE-OF-EP）
ハリウッド最強のビューティーコンシェルジュ。ヘアカット・メイク・ネイル・スタイリングをすべて一人でこなし、超高速のハサミさばきやどんな猛獣も一瞬で眠らせるシャンプー技「バッファロー・スリープ」などの神業を繰り出し、「ビューティ★ボーイズ」の前に立ちはだかる。
『セレブリティ』に対戦状を持って現れる前には、ハリウッドで美乃の指名を受け、涼と対決し打ち負かせている。さらに豪のダイナマイト・フラッシュと景の眠り羊も打ち破り、「ビューティ★ボーイズ」との勝負に勝った。しかし再対決であおいに対し「ビューティ★ボーイズ」が勝負を捨てて、自分の作り上げたみどりのスタイルと全く同じスタイルに仕上げてきたことを通して、美は勝ち負けではなく、大切な女性客に愛を持って接することを知る。「ビューティ★ボーイズ」解散後は「ビューティーコンシェルジュとしては未熟である」と判断した西郷山の指示で『セレブリティ』に移った。

## 『セレブリティ』のシステム
『セレブリティ』は一般の美容院とは違い、誰もが予約を入れたり、訪れることができる美容サロンではない。雑誌のアンケートなどから、オーナー・美乃達人によって選ばれた女性に対し『セレブリティ』への招待状が送られ、その女性のみが一生にたった一度だけ訪れることができる（例外として、Beauty5・6の亜湖・百合子母娘のケースもある）。招待される女性たちに共通して言えることは、本来ならば最高の美を手に入れられるにもかかわらず、それを妨げる何らかの誤った認識をそれぞれ持っていることである。その後、髪質のみならず、生年月日や血液型、身体のサイズから生活環境に至るまで、あらかじめ事細かに調査された女性客のデータが西郷山の元に送られるのとほぼ同時に、オーナーからの留守番電話を受け、『セレブリティ』では女性客の来店を待つこととなる。
来店した女性客に対し、まず「ビューティーカウンセリング」をビューティーコンシェルジュの3人が行う。限られた時間内（約3分間）に女性客の要望などを聞くやりとりを見た上で、西郷山が女性客の担当1名とサブ1名のビューティーコンシェルジュを決定。ただし女性客がノーと言えば、担当となったビューティーコンシェルジュを変えることができることもルールとなっている。なお担当・サブに選ばれなかった残り1名のビューティーコンシェルジュは、ロビー（通称「慰めのお部屋」）で待機中の塁・潤・近藤とともにヘアカットを見守る（Beauty7〜10は涼不在のため塁・潤・近藤のみ待機）。
ビューティーコンシェルジュによるヘアカットが終了すると、今度は塁のメイクと潤のネイルが施される。そして近藤がスタイリングした服を身にまとい、美しく変身した女性客は傅く「ビューティ★ボーイズ」と西郷山に見送られ、『セレブリティ』を後にする流れとなっている。
なお、オーナーのポリシーにより「『セレブリティ』で迎え入れる女性客は一日一組」、しかも「お客様を美しくして旅立たせるまでは、次の客は取らない」という姿勢を守り通している。

## スタッフ
- 脚本 - 大野敏哉、児玉頼子、江夏由結
- 企画 - 渡辺和哉、松本慶明、吉田実、国光宏尚
- 企画協力 - 杉山芳明
- 企画・プロデュース - 森谷雄
- アシスタントプロデューサー - 本村栄理子
- プロデューサー - 西前俊典、五箇公貴
- 監督 - 田澤直樹、本間利幸
- 制作 - アットムービー・クリエイティヴ
- 製作 - 美容少年★セレブリティ製作委員会（マーベラスエンターテイメント・読売広告社・オプトロム・アットムービー）

## 主題歌
- オープニングテーマ - midnightPumpkin『ソライロミライ』（Marvelous Entertainment Inc. / XTRA LARGE RECORDS）
- エンディングテーマ - AGE-OF-EP『冷めない夢』（PYGMY AN'T / XTRA LARGE RECORDS）

## DVD
ドラマ本編を収録したスペシャルDVDの他、「ビューティ★ボーイズ」の5人をフィーチャリングしたオリジナルDVDがリリース、およびレンタルされている。

### スペシャルDVD
- 美容少年★セレブリティ スペシャルDVD 1（2008年2月22日発売）
- 美容少年★セレブリティ スペシャルDVD 2（2008年4月25日発売）

### レンタルDVD
- 美容少年★セレブリティ 1（2008年2月22日レンタル）
- 美容少年★セレブリティ 2（2008年2月22日レンタル）
- 美容少年★セレブリティ 3（2008年2月22日レンタル）
- 美容少年★セレブリティ 4（2008年4月25日レンタル）
- 美容少年★セレブリティ 5（2008年4月25日レンタル）
- 美容少年★セレブリティ 6（2008年4月25日レンタル）

### オリジナルDVD
- 美容少年★セレブリティ 涼の“美容少年★カルテ”（2008年3月28日発売・レンタル）
- 美容少年★セレブリティ 豪&塁の“美容少年★カルテ”（2008年3月28日発売・レンタル）
- 美容少年★セレブリティ 景&潤の“美容少年★カルテ”（2008年3月28日発売・レンタル）

## ネット局
以下の6局で同時ネットされる。
- テレビ東京
- テレビ北海道
- テレビ愛知
- テレビ大阪
- テレビせとうち
- TVQ九州放送